# I Wonder
I Wonder - singel Rodrígueza zwiastujący ścieżkę dźwiękową filmu "Searching for Sugar Man". To 4. z kolei utwór na soundtracku. Premiera radiowa singla miała miejsce w Polsce 7 stycznia 2013. Piosenka pierwotnie pochodzi z wydanego w 1970 roku longplaya pt. Cold Fact.

## Notowania
| Lista                              | Pozycja |
| ---------------------------------- | ------- |
| Lista Przebojów Programu Trzeciego | 12      |
| Lista Przebojów Radia Merkury      | 8       |
| Aferzasta Lista Przebojów          | 5       |